# Aansprakelijkheidsverzekering in verband met vrijwilligerswerk
De aansprakelijkheidsverzekering voor de risico’s in verband met het vrijwilligerswerk is een verzekering in België.

## Geschiedenis
De situatie met betrekking tot vrijwilligers was niet goed geregeld (in België) tot inwerkingtreding van een wettelijke regeling op 1 januari 2007. Echter al op 1 augustus 2006 trad een wet in werking (geïnitieerd op 3 juli 2005) die regels bepaalt voor het vrijwilligerswerk dat verricht wordt op het Belgisch grondgebied. Dit geldt ook voor het vrijwilligerswerk dat buiten België verricht wordt, maar dat georganiseerd wordt vanuit België. Dit laatste is wel op voorwaarde dat de vrijwilliger zijn hoofdverblijfplaats heeft in België.

## Te verzekeren aansprakelijkheidsrisico
Essentieel bij de vrijwilligersaansprakelijkheid is het immuniteitsprincipe. Dit principe houdt in dat de organisatie burgerrechterlijk aansprakelijk is voor de schade die vrijwilligers veroorzaken ten opzichte van derden (bijvoorbeeld de begunstigde van het vrijwilligerswerk), zowel tijdens de uitvoering van het vrijwilligerswerk, als onderweg van en naar de plaats van de activiteit. Om van burgerrechterlijke aansprakelijkheid te spreken moeten er echter wel drie elementen samen voorkomen, namelijk: (1) er is een fout (ook nalatigheid of onvoorzichtigheid), (2) er is schade en (3) er is een verband tussen de schade en fout.
Indien dit het geval is zal er aansprakelijkheid zijn en zal de organisatie dus moeten opdraaien voor de schade die de vrijwilliger veroorzaakt aan een derde of aan de organisatie zelf, tenzij de immuniteitsregeling niet van toepassing is. Dit laatste is het geval als er sprake is van een grove fout (bijvoorbeeld rijden onder invloed van alcohol), een herhaaldelijke lichte fout (bijvoorbeeld herhaaldelijk een deur vergeten te sluiten), of bedrog van de vrijwilliger, in dat geval is de vrijwilliger zelf aansprakelijk. De organisatie is ook niet aansprakelijk voor de schade die de vrijwilliger zichzelf toebrengt.
De vrijwilligersaansprakelijkheid vormt een afwijking op het algemene aansprakelijkheidsregime, waarbij de persoon die een fout maakt verplicht is om de schade die daaruit voortvloeit voor derden te herstellen of te vergoeden.
Om te verhinderen dat deze aansprakelijkheid een financiële ramp wordt voor de organisatie geldt er vanaf 1 januari 2007 een verzekeringsplicht voor bepaalde vrijwilligersorganisaties. De wetgever heeft namelijk niet alle organisaties een verzekeringsplicht opgelegd. Om precies te bepalen welke organisaties de verplichting moeten naleven en welke niet heeft de wetgever drie duidelijke typen onderscheiden die de verzekeringsplicht dienen te volgen. Deze zijn :
1. Alle private (bijvoorbeeld vzw, stichting,…) of publieke (bijvoorbeeld OCMW, lokaal bestuur,…) rechtspersonen zonder winstoogmerk die onder de wet vallen;
2. Alle feitelijke verenigingen die onder de wet vallen en die personeel tewerkstellen;
3. Alle feitelijke verenigingen die op grond van hun specifieke verbondenheid als een afdeling van een van de twee vorige types van organisaties kunnen worden beschouwd.

Deze organisaties moeten dus een verplichte verzekering afsluiten “tot dekking van de risico’s met betrekking tot het vrijwilligerswerk”, met dekking van “ten minste de burgerrechterlijke aansprakelijkheid van de organisatie”. Daarnaast zal er ook een verplichte aanpassing aan de autoverzekeringspolis moeten plaatsvinden. De vrijwilliger moet immers beschermd worden 'tijdens' het verrichten van vrijwilligerswerk. Deze 'tijdens’ betekent ook op weg van en naar de activiteiten. Daarom zal er een bepaling worden toegevoegd in de polis BA motorrijtuigen. Hierdoor zal de vrijwilliger, ook als die 'in opdracht' van het vrijwilligerswerk rijdt, beroep kunnen doen op de eigen autoverzekeringspolis.
Het betreft hier dus enkel de burgerlijke aansprakelijkheid van de organisatie, andere verzekeringen zijn (nog) niet verplicht maar worden ofwel, nu al ten zeerste aangeraden of worden later toch verplicht bij Koninklijk Besluit. Organisaties zijn onder andere niet verplicht om een verzekering af te sluiten voor rechtsbijstand, lichamelijke ongevallen, ziekte, schade die de vrijwilliger zichzelf toebrengt.
Let wel, de organisaties die niet behoren tot de drie types die hierboven vermeld worden, moeten geen burgerlijke aansprakelijkheidsverzekering afsluiten, vermits zij hiertoe niet verplicht worden en de schadelijder zich immers rechtstreeks kan wenden tot de vrijwilliger. De vrijwilliger zal zich dus uit de slag moeten trekken via zijn eigen familiale verzekering.

## De verzekeringsoplossing
A. Traditionele verzekeringen
Om de situatie van de vrijwilligersorganisaties die nog geen verplichte verzekering hebben, te vergemakkelijken, sloten de ministers Verwilghen en Demotte namens de federale overheid een collectief akkoord met enkele verzekeringsondernemingen. Door het akkoord te ondertekenen verbonden deze ondernemingen zich ertoe een duidelijk herkenbaar aanspreekpunt te organiseren. Doelstelling hiervan is de vrijwilligersorganisaties te informeren en te adviseren over de risico’s van het vrijwilligerswerk en de verzekering van deze risico’s.
Sinds 1 januari 2007 kunnen alle organisaties die een verplichte verzekering dienen af te sluiten zich richten tot deze ondernemingen. Ze dienen dan enkel een verzoek in te dienen, om toe te treden tot de verzekering voor vrijwilligers. De vrijwilligersorganisaties die niet onder verplichte verzekeringsregeling vallen (zie hoger) kunnen natuurlijk eveneens deze verzekering afsluiten voor de bescherming van hun vrijwilligers, al bestaat er voor deze organisaties een voordeligere optie.
Concreet houdt het afsluiten van de verplichte verzekering in dat er een aanpassing plaatsvindt in 3 polissen, die eventueel nog dienen afgesloten te worden. Eerst en vooral wordt de verzekering van de vrijwilligers toegevoegd aan een contract dat de aansprakelijkheid van de organisatie zelf verzekert. Op deze manier worden zowel de aansprakelijkheid van de vrijwilliger, deze van de organisatie voor haar vrijwilligers alsook de algemene aansprakelijkheid van de organisatie gedekt.
Ten tweede gaat men aan de polis “Burgerlijke Aansprakelijkheid Gezin” (=BA Familiale) een bepaling toevoegen, waarin bepaald wordt dat het vrijwilligerswerk steeds geacht wordt deel uit te maken van het privéleven van de vrijwilliger. Op deze manier kan de vrijwilliger een beroep doen op zijn BA Familiale, indien hij in uitzonderlijke gevallen toch zelf aansprakelijk gesteld wordt. Daar komt dan nog eens bij dat de familiale verzekering de lichte, herhaaldelijke fout niet kan uitsluiten en dat een grove fout slechts kan uitgesloten worden in de mate dat ‘grove fouten’ op uitdrukkelijke en beperkende wijze opgesomd worden in de polis. De polis moet dus letterlijk zeggen wat een grove fout is.
Ten slotte moet, zoals eerder al vermeld, de BA motorrijtuigen aangepast worden, zodat indien de vrijwilliger rijdt in opdracht van de organisatie de persoon in kwestie toch gedekt is. In praktijk gaat men een uitgebreide clausule toevoegen aan de bestaande polis, waardoor de aansprakelijkheid van de vrijwilligersorganisatie mee gedekt is via de autoverzekering van de vrijwilliger zelf. Concreet komt het er dan op neer dat bij een schadegeval de autoverzekering van de vrijwilliger zal tussenkomen, ook al gebruikte hij zijn privévoertuig voor vrijwilligersdoeleinden. Er dient echter nog wel opgemerkt te worden dat ook hier de regels van de burgerrechtelijke aansprakelijkheid gelden. De drie componenten (fout, schade en oorzakelijk verband) moeten dus weer samen voorkomen.
B. Provinciale verzekeringen
Zoals eerder al vermeld bestaat er een voordeligere optie voor organisaties die niet onder de verplichte verzekeringsregeling vallen. Deze voordeligere optie schuilt in de “Provinciale Verzekering Vrijwilligerswerk”. Dit is een gratis verzekering vrijwilligerswerk die aangeboden wordt door de provincies en gesubsidieerd door de Nationale Loterij. Deze verzekering is in eerste plaats bedoeld voor de organisaties die niet gebonden zijn aan de verzekeringsplicht, maar de andere organisaties kunnen hier eveneens van gebruikmaken.
In praktijk heeft elke provincie een reglement uitgewerkt. Volgens dit reglement heeft elke organisatie recht op 100 “vrijwilligersdagen” (in West-Vlaanderen voorlopig nog maar 80) die ze naar eigen goeddunken mag gebruiken om een bepaalde activiteit te verzekeren (bijvoorbeeld 2 activiteiten met 50 vrijwilligers, of 4 activiteiten met 25 vrijwilligers).
Elke vrijwilligersorganisatie, uit om het even welke sector, kan in principe een aanvraag indienen en toetreden tot het systeem. Tenzij het gaat om vrijwilligerswerkingen ingericht door een openbaar bestuur. Deze hebben geen recht op de Provinciale verzekering vrijwilligerswerk.
De “Provinciale Verzekering Vrijwilligerswerk” biedt dekking voor burgerlijke aansprakelijkheid, rechtsbijstand en lichamelijke ongevallen. De dekking is dus veel uitgebreider dan bij de verzekeringmaatschappijen. Om de verzekering te krijgen moet de organisatie wel eerst erkenning aanvragen bij het Provinciebestuur of bij de Gemeente, waarna ze, na erkenning, kan toetreden tot de verzekering.
C. Vergelijking
Ter verduidelijking ziet u hier een vergelijking tussen de twee vooraf besproken verzekeringsoplossingen :
|           | Provinciale Verzekering Vrijwilligerswerk | Collectieve polis Federale overheid |
| --------- | --- | --- |
| Oorsprong | Vrij initiatief van de Provincies dat gefinancierd wordt met middelen van de Nationale Loterij | Federaal initiatief dat wettelijk werd opgelegd |
| Doelgroep | 1) In hoofdzaak, doch niet uitsluitend, voor organisaties die niet onder de aansprakelijkheidsregeling en verzekeringsplicht vallen 2) In hoofdzaak, doch niet uitsluitend, bedoeld voor tijdelijke en occasionele initiatieven | In hoofdzaak, doch niet uitsluitend voor organisaties die wel onder de aansprakelijkheidsregeling en verzekeringsplicht vallen                        |
| Dekking   | Burgerlijke Aansprakelijkheid, lichamelijke ongevallen en rechtsbijstand | Enkel Burgerlijke Aansprakelijkheid |
| Systeem   | Elke organisatie krijgt maximaal 100 vrijwilligersdagen, die ze naar eigen goeddunken kan aanwenden | De organisatie kan kiezen voor een permanente dekking of voor dekking tijdens één of meer nader te omschrijven occasionele of tijdelijke activiteiten |
| Kostprijs | Gratis | Niet gratis, maar in principe een gereduceerd tarief door het collectief karakter                                                                     |

- De minimumgarantievoorwaarden van de collectieve polissen Federale overheid zijn vastgelegd in het Koninklijk Besluit van 19 december 2006. Deze minimumgarantievoorwaarden bevatten de elementen die zeker in een vrijwilligerspolis zouden moeten staan. Het gaat met andere woorden over de basis van waaruit elke verzekeringspolis ‘Burgerrechterlijke aansprakelijkheid voor de risico’s van het vrijwilligerswerk’ zou moeten bestaan. In de eerste twee bijlagen kan u twee modelpolissen vinden waarin de minimumgarantievoorwaarden werden verwerkt en in de derde bijlage vindt u het Koninklijk Besluit.